# Championnats du monde d'aviron 2012
Navigation
Bled 2011 Chungju 2013

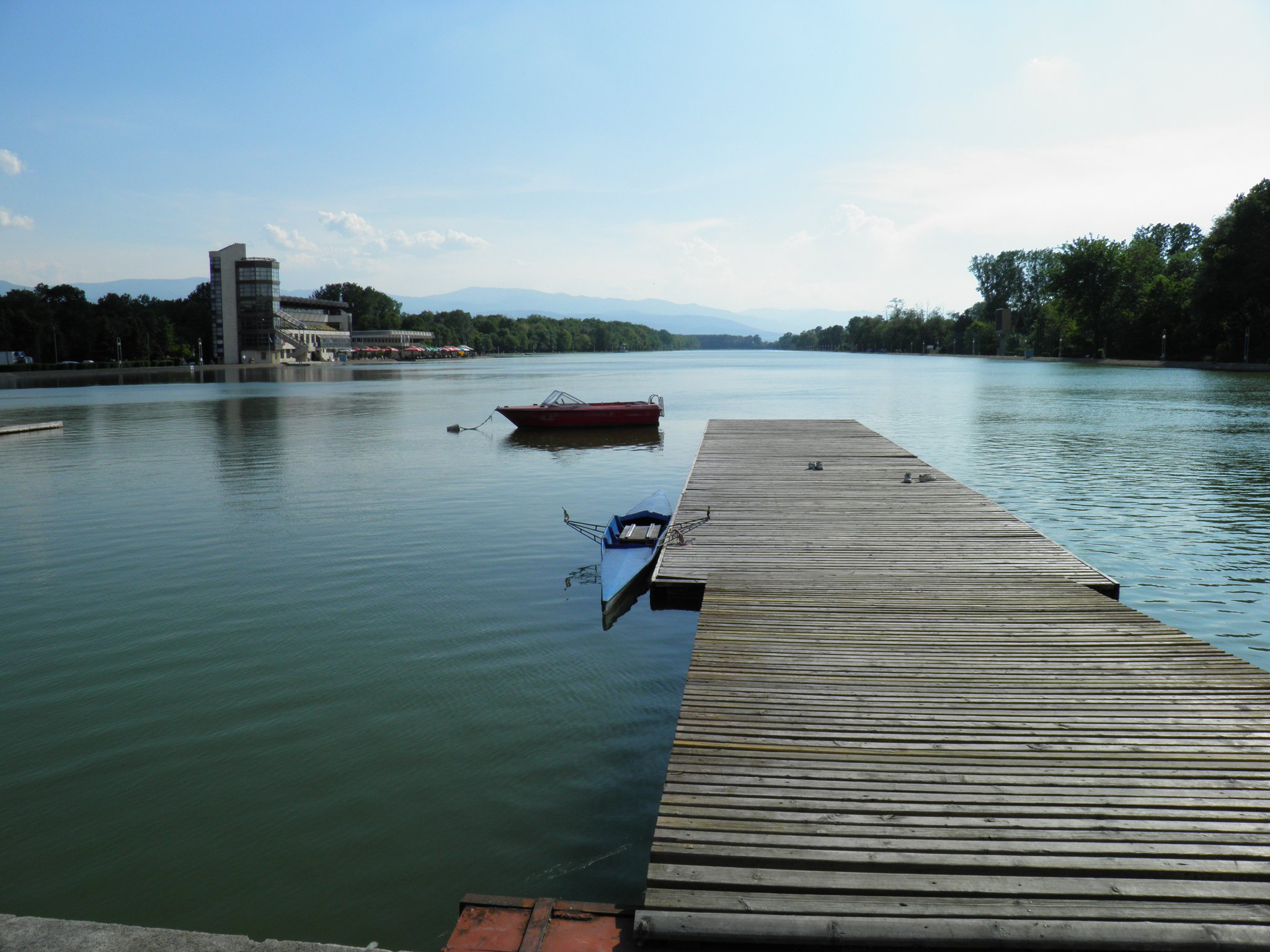

Les championnats du monde d'aviron 2012 se déroulent à Plovdiv, en Bulgarie, du 15 au 19 août 2012. 
L'année 2012 étant une année olympique, ces championnats du monde n'ont pas inclus les épreuves présentes aux Jeux olympiques de 2012.

## Podiums

### Hommes
| Épreuves                           | Or | Or            | Argent | Argent        | Bronze | Bronze        |
| ---------------------------------- | --- | ------------- | --- | ------------- | --- | ------------- |
| Skiff poids légers LM1x            | Danemark Henrik Stephansen | 6 min 56 s 41 | Hongrie Péter Galambos | 6 min 57 s 50 | États-Unis Andrew Campbell Jr                                                                                  | 6 min 57 s 88 |
| Deux de pointe avec barreur M2+    | Biélorussie Stanislau Shcharbachenia Aliaksandr Kazubouski b. Piotr Piatrynich                                                                                       | 6 min 55 s 33 | France Mickaël Molina Benjamin Lang b. Benjamin Manceau | 6 min 55 s 93 | Canada Kai Langerfeld Peter McClelland b. Dane Lawson                                                          | 6 min 56 s 61 |
| Deux de pointe poids légers LM2-   | Italie Luca De Maria Armando Dell'Aquila | 6 min 37 s 11 | Pays-Bas Arnoud Greidanus Joris Pijs | 6 min 37 s 18 | France Jean-Christophe Bette Fabien Tilliet                                                                    | 6 min 39 s 88 |
| Quatre de couple poids légers LM4x | Pologne Adam Sobczak Mariusz Stańczuk Artur Mikołajczewski Milosz Jankowski                                                                                          | 5 min 55 s 03 | Grèce Georgios Konsolas Nikolaos Afentoulis Panayiótis Magdanís Eleftherios Konsolas                                                                          | 5 min 56 s 74 | Chine Liang Yangyang Guo Yang Fa Guofeng Kong Deming                                                           | 5 min 57 s 12 |
| Huit poids légers LM8+             | Allemagne Matthias Schömann-Finck Jost Schömann-Finck Martin Kuehner Jonas Schützeberg Christian Hochbruck Jochen Kuehner Bastian Seibt Lars Wichert b. Martin Sauer | 5 min 44 s 10 | Italie Jiri Vlcek Catello Amarante II Salvatore Di Somma Davide Riccardi Livio La Padula Martino Goretti Andrea Caianiello Matteo Pinca b. Gianluca Barattolo | 5 min 46 s 78 | Chine Feng Ke Meng Yulja Wang Jiahai Shi Shuai Zheng Xiaoyun Hou Zhenwei Li Qiang Zhao Jingbin b. Wang Minjian | 5 min 47 s 85 |

### Femmes
| Épreuves                           | Or                                                                    | Or            | Argent                                                                   | Argent        | Bronze                                                         | Bronze        |
| ---------------------------------- | --------------------------------------------------------------------- | ------------- | ------------------------------------------------------------------------ | ------------- | -------------------------------------------------------------- | ------------- |
| Skiff poids légers LW1x            | Grèce Alexandra Tsiavou                                               | 7 min 32 s 37 | Autriche Michaela Taupe-Traer                                            | 7 min 37 s 04 | Biélorussie Alena Kryvasheyenka                                | 7 min 38 s 93 |
| Quatre de couple poids légers LW4x | Pologne Magdalena Kemnitz Jaclyn Halko Agnieszka Renc Weronika Deresz | 6 min 36 s 17 | Danemark Helene Olsen Sarah Juergensen Christina Pultz Sarah Christensen | 6 min 37 s 82 | Italie Giulia Pollini Enrica Marasca Elena Coletti Erika Bello | 6 min 39 s 13 |

## Tableau des médailles par pays
| Rang | Nation      | Or | Argent | Bronze | Total |
| ---- | ----------- | -- | ------ | ------ | ----- |
| 1    | Pologne     | 2  | 0      | 0      | 2     |
| 2    | Italie      | 1  | 1      | 1      | 3     |
| 3    | Danemark    | 1  | 1      | 0      | 2     |
| 3    | Grèce       | 1  | 1      | 0      | 2     |
| 5    | Biélorussie | 1  | 0      | 1      | 2     |
| 6    | Allemagne   | 1  | 0      | 0      | 1     |
| 7    | France      | 0  | 1      | 1      | 2     |
| 8    | Autriche    | 0  | 1      | 0      | 1     |
| 8    | Hongrie     | 0  | 1      | 0      | 1     |
| 8    | Pays-Bas    | 0  | 1      | 0      | 1     |
| 11   | Chine       | 0  | 0      | 2      | 2     |
| 12   | Canada      | 0  | 0      | 1      | 1     |
| 12   | États-Unis  | 0  | 0      | 1      | 1     |